# Gerson Santos da Silva
Gerson Santos da Silva (Belford Roxo, 20 de mayo de 1997) es un futbolista brasileño que juega como centrocampista en el Zenit de San Petersburgo de la Liga Premier de Rusia.

## Trayectoria

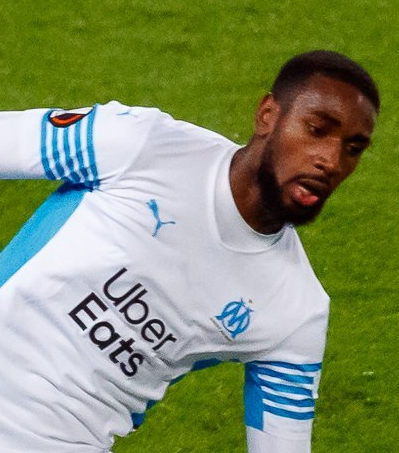
Fotografía de Gerson Santos da Silva en el Olympique de Marsella

Gerson se forma en las categorías inferiores del Fluminense donde destacó con sus disparos lejanos y por la precisión de sus pases en profundidad. 
Debutó como profesional el 22 de febrero de 2015 en el Campeonato Carioca, ingresó en el minuto 59 por Lucas Gomes y se enfrentó a Vasco da Gama, pero perdieron 1 a 0.
Convirtió su primer gol el 8 de marzo de 2015, en el campeonato estadual contra Botafogo y ganaron 3 a 1.
Sus buenas actuaciones despertaron el interés de los grandes clubes europeos, como el Barcelona o la Juventus. En mayo de 2015, el Fluminense alcanzó un acuerdo con el Barcelona para una opción preferencial de traspaso sobre Gerson, los catalanes pagaron unos 3 millones de euros por ella. El 27 de julio se activó la opción de compra del club catalán y se encaminó el fichaje.
Finalmente Barcelona no concretó la compra y lo dejó libre para fichar por Roma, club que ofreció 17 millones de euros. El 6 de agosto Gerson confirmó en su cuenta de Twitter que su destino sería el club italiano.
El 4 de enero de 2016 Roma fichó a Gerson por 16 millones de euros. Dos días después, el brasileño arribó a Italia, aunque sin la posibilidad de jugar con el club hasta que termine la temporada debido a que los cupos extranjeros estaban cubiertos.
A principios de febrero, fue cedido a Fluminense para que tenga continuidad hasta que finalice la temporada europea. Acumuló 18 partidos y convirtió 3 goles. Fue campeón de la Primeira Liga, anotó 2 goles en los 3 juegos que estuvo presente.
Se unió a la preparación de la temporada 2016-17 con el primer equipo italiano.
El 23 de agosto de 2016, debutó con Roma, fue en el partido de vuelta de la ronda de clasificación a la Liga de Campeones, se enfrentaron a Porto pero fueron derrotados 3 a 0, y por un global de 4 a 1, no lograron clasificar a Champions. Gerson jugó los 4 minutos finales, utilizó la camiseta número 30 y recibió una tarjeta amarilla.
Fue titular por primera vez con los europeos el 15 de septiembre, jugaron contra Viktoria Plzeň en la fase de grupos de la Liga Europa, pero empataron 1 a 1. Fue titular también contra el Austria Viena habilitando a Stephan El Shaarawy en una de las anotaciones.
En julio de 2018 fue cedido por una temporada a la ACF Fiorentina. Debutó con la Viola el 26 de agosto en la victoria por 6-1 sobre el Chievo Verona en la segunda jornada de la Serie A 2018-19, anotando también su primer gol con el club toscano. Gerson terminó su etapa en la Fiorentina donde jugó 40 partidos, 29 como titular y marcó tres goles.
En julio de 2019 regresó a Brasil tras fichar por el C. R. Flamengo. El club compró el 100% de los derechos, pero los italianos tendrán derecho al 10% de una posible futura venta del jugador, la Roma emitió un comunicado oficial dando los valores de la negociación, que ascendieron a 11,8 millones de euros. Debutó con su nuevo club el 21 de julio, en el partido por el campeonato contra el Corinthians en el empate 1-1, válido por la 11ª jornada del Campeonato Brasileño. El 28 de julio de 2019, marcó su primer gol con el Flamengo, en el partido por el campeonato contra el Botafogo en la victoria por 3-2, en la 12ª jornada del Campeonato Brasileño. En su primera temporada en el Flamengo, Gerson ganó los primeros títulos de su carrera, ganando el Campeonato Brasileiro y la Copa Libertadores. Gracias a su rendimiento general, al final de la temporada fue incluido en el equipo ideal del campeonato brasileño tanto para el Prêmio Craque do Brasileirão como para la Bola de Prata. En su primera etapa en el Malvadão, Gerson disputó 109 partidos, marcando siete goles y dando 10 asistencias, además de conquistar 8 títulos.
Gerson volvió al fútbol europeo de la mano del Olympique de Marsella. El valor del traspaso fue de 25 millones de euros (154 millones de reales) para un contrato de cinco años, dejándose el club rojinegro un porcentaje del 15% al 20% en una futura venta, teniendo que transferir el 10% a la Roma, ex equipo del jugador. Debutó con el club francés el 8 de agosto de 2021 en el partido de liga contra el Montpellier (2-3). El 28 de agosto, marcó por primera vez con su nuevo club, contribuyendo a la victoria de liga contra el Saint-Étienne (3-1). Su etapa en Francia terminó con el comienzo del año 2023. Gerson jugó 61 partidos con el Olympique de Marsella, marcando 13 goles, dando 7 asistencias, con un 90% de precisión en los pases y ganando el 55% de los duelos.
Flamengo acordó el regreso de Gerson hasta diciembre de 2027. El Rubro-negro acordó comprar el 80% de las acciones que pertenecía al Olympique de Marsella por un precio fijo de 15 millones de euros (R$ 86 millones), más otro millón de euros (R$ 5,7 millones) en bonificaciones. El duelo entre Flamengo y Bayern Múnich, de los octavos de final del Mundial de Clubes, fue el último partido de Gerson con el equipo rojinegro, victoria de los bávaros en el Hard Rock Stadium, de Miami (EE. UU.).
En sus dos etapas en el Flamengo, Gerson disputó 253 partidos: 155 victorias, 50 empates y 48 derrotas. El centrocampista marcó 19 goles, el último en su último partido, la eliminación ante el Bayern en octavos de final de la Copa de Clubes. Gerson ganó 12 títulos: Libertadores (2019), Brasileirão (2019 y 2020), Copa do Brasil (2024), Supercopa (2020, 2021 y 2025), Recopa Sudamericana (2020) y Carioca (2020, 2021, 2024 y 2025).
El Flamengo oficializó su salida el 4 de julio de 2025. En un comunicado oficial, el club informó que el Zenit de San Petersburgo pagó la cláusula de rescisión de 25 millones de euros (160 millones de reales). La rescisión del contrato del jugador se publicó en el BID de la CBF a última hora de la mañana. Gerson debutó con el Zenit el 20 de julio de 2025, en la victoria de remontada por 2-1 sobre FC Rostov, en la primera ronda del Campeonato Ruso.

## Selección nacional
Gerson ha sido internacional con Brasil en las categorías inferiores sub-17 y sub-20.
Fue convocado a la selección de Brasil sub-20 a pesar de dar 2 años de ventaja. Gerson participó en el Campeonato Sudamericano de 2015, realizado en Uruguay. Disputó 7 partidos, brindó 3 pases de gol, terminaron en cuarto lugar, clasificaron a la Copa Mundial y a los Juegos Panamericanos. No fue convocado para ninguna de las competiciones que lograron el cupo.
El 2 de septiembre de 2021 debutó con la selección absoluta en un encuentro de clasificación para el Mundial 2022 ante Chile que finalizó con triunfo brasileño por cero a uno.

### Participaciones en categorías inferiores
| Competición                            | Sede    | Resultado     | Partidos | Goles |
| -------------------------------------- | ------- | ------------- | -------- | ----- |
| Campeonato Sudamericano Sub-20 de 2015 | Uruguay | Cuarto puesto | 7        | 0     |

## Estadísticas

### Clubes
Actualizado al 29 de junio de 2025.
| Club                             | Div.          | Temporada     | Liga  | Liga  | Estatal | Estatal | Copas nacionales | Copas nacionales | Torneos internacionales | Torneos internacionales | Total | Total |
| Club                             | Div.          | Temporada     | Part. | Goles | Part.   | Goles   | Part.            | Goles            | Part.                   | Goles                   | Part. | Goles |
| -------------------------------- | ------------- | ------------- | ----- | ----- | ------- | ------- | ---------------- | ---------------- | ----------------------- | ----------------------- | ----- | ----- |
| Fluminense F. C. · Brasil        | 1.ª           | 2015          | 29    | 1     | 12      | 4       | 4                | 0                | —                       | —                       | 45    | 5     |
| Fluminense F. C. · Brasil        | 1.ª           | 2016          | 2     | 0     | 13      | 2       | 3                | 1                | —                       | —                       | 18    | 3     |
| Fluminense F. C. · Brasil        | Total club    | Total club    | 31    | 1     | 25      | 6       | 7                | 1                | 0                       | 0                       | 63    | 8     |
| A. S. Roma · Italia              | 1.ª           | 2016-17       | 4     | 0     | —       | —       | 0                | 0                | 7                       | 0                       | 11    | 0     |
| A. S. Roma · Italia              | 1.ª           | 2017-18       | 24    | 2     | —       | —       | 1                | 0                | 6                       | 0                       | 31    | 2     |
| A. S. Roma · Italia              | Total club    | Total club    | 28    | 2     | 0       | 0       | 1                | 0                | 13                      | 0                       | 42    | 2     |
| ACF Fiorentina · Italia          | 1.ª           | 2018-19       | 36    | 3     | —       | —       | 4                | 0                | —                       | —                       | 40    | 3     |
| ACF Fiorentina · Italia          | Total club    | Total club    | 36    | 3     | 0       | 0       | 4                | 0                | 0                       | 0                       | 40    | 3     |
| C. R. Flamengo · Brasil          | 1.ª           | 2019          | 27    | 2     | —       | —       | —                | —                | 9                       | 0                       | 36    | 2     |
| C. R. Flamengo · Brasil          | 1.ª           | 2020          | 34    | 1     | 10      | 1       | 4                | 0                | 9                       | 2                       | 57    | 4     |
| C. R. Flamengo · Brasil          | 1.ª           | 2021          | 4     | 0     | 6       | 1       | 2                | 0                | 4                       | 0                       | 16    | 1     |
| Olympique de Marsella Francia    | 1.ª           | 2021-22       | 35    | 9     | —       | —       | 3                | 0                | 10                      | 2                       | 48    | 11    |
| Olympique de Marsella Francia    | 1.ª           | 2022-23       | 10    | 2     | —       | —       | —                | —                | 3                       | 0                       | 13    | 2     |
| Olympique de Marsella Francia    | Total club    | Total club    | 45    | 11    | 0       | 0       | 3                | 0                | 13                      | 2                       | 61    | 13    |
| C. R. Flamengo · Brasil          | 1.ª           | 2023          | 32    | 5     | 10      | 0       | 10               | 1                | 8                       | 0                       | 60    | 6     |
| C. R. Flamengo · Brasil          | 1.ª           | 2024          | 32    | 3     | 6       | 0       | 10               | 0                | 8                       | 1                       | 56    | 4     |
| C. R. Flamengo · Brasil          | 1.ª           | 2025          | 9     | 0     | 8       | 1       | 3                | 0                | 8                       | 1                       | 28    | 2     |
| C. R. Flamengo · Brasil          | Total club    | Total club    | 138   | 11    | 40      | 3       | 29               | 1                | 46                      | 4                       | 253   | 19    |
| Zenit de San Petersburgo · Rusia | 1.ª           | 2025-26       | 0     | 0     | —       | —       | 0                | 0                | —                       | —                       | 0     | 0     |
| Zenit de San Petersburgo · Rusia | Total club    | Total club    | 0     | 0     | 0       | 0       | 0                | 0                | 0                       | 0                       | 0     | 0     |
| Total carrera                    | Total carrera | Total carrera | 278   | 28    | 65      | 9       | 44               | 2                | 72                      | 6                       | 459   | 45    |

## Palmarés

### Títulos nacionales
| Título              | Club           | País   | Año  |
| ------------------- | -------------- | ------ | ---- |
| Serie A             | C. R. Flamengo | Brasil | 2019 |
| Supercopa de Brasil | C. R. Flamengo | Brasil | 2020 |
| Serie A             | C. R. Flamengo | Brasil | 2020 |
| Supercopa de Brasil | C. R. Flamengo | Brasil | 2021 |
| Copa de Brasil      | C. R. Flamengo | Brasil | 2024 |
| Supercopa de Brasil | C. R. Flamengo | Brasil | 2025 |

### Títulos regionales
| Título             | Club             | Estado         | Año  |
| ------------------ | ---------------- | -------------- | ---- |
| Primera Liga       | Fluminense F. C. | Río de Janeiro | 2016 |
| Campeonato Carioca | C. R. Flamengo   | Río de Janeiro | 2020 |
| Campeonato Carioca | C. R. Flamengo   | Río de Janeiro | 2021 |
| Campeonato Carioca | C. R. Flamengo   | Río de Janeiro | 2024 |
| Campeonato Carioca | C. R. Flamengo   | Río de Janeiro | 2025 |

### Títulos internacionales
| Título              | Club           | Sede           | Año  |
| ------------------- | -------------- | -------------- | ---- |
| Copa Libertadores   | C. R. Flamengo | Lima           | 2019 |
| Recopa Sudamericana | C. R. Flamengo | Río de Janeiro | 2020 |

### Distinciones individuales
| Distinción                                                                               | Año  |
| ---------------------------------------------------------------------------------------- | ---- |
| Parte de los 50 mejores futbolistas sub-18 del mundo según medio Goal.com                | 2016 |
| Parte de los 50 mejores futbolistas sub-20 del mundo según medio La Gazzetta dello Sport | 2016 |